# بیگم خانم
بیگم خانم، از زنان حرم‌سرای فتحعلی‌شاه قاجار بود. وی از اهالی تجریش و دختر حاجی الیاس تجریشی بود.

## زندگی‌نامه
بیگم خانم شصت‌ودومین همسر فتحعلی‌شاه قاجار بود و در محافل و بزم‌ها نقش ساقی را بر عهده داشت و گاه با سر برهنه در این مجالس حضور می‌یافت.
بیگم خانم سه فرزند از فتحعلی‌شاه داشت که دو تن از آن‌ها در کودکی از دنیا رفتند. تنها فرزند باقی‌مانده او، پرویز میرزا، پنجاه‌وسومین پسر فتحعلی‌شاه بود که به سن بلوغ رسید و بعدها لقب نیرالدوله گرفت.